# Gordon McQueen
Gordon McQueen (* 26. Juni 1952 in Kilbirnie; † 15. Juni 2023) war ein schottischer Fußballspieler.

## Karriere

### Spielerkarriere
In seiner Schulzeit war er zunächst Torwart, bevor er zum Verteidiger umfunktioniert wurde. Seine Karriere begann beim schottischen Klub FC St. Mirren. Schnell erkannten die Talentspäher, welche Qualitäten der Hüne besaß und 1973 wechselte er zu Leeds United, wo er als Nachfolger von Jack Charlton aufgebaut wurde. Schon ein Jahr später hatte er den Durchbruch bei Leeds geschafft und mit diesem Team auch gleichzeitig die Meisterschaft gewonnen. Dabei bildete er ein ideales Paar mit Norman Hunter. Für Leeds bestritt er insgesamt 171 Liga-Spiele, in denen er 19 Tore erzielte.
Aber in der Folgezeit war er bei Leeds zwar eine „Bank“, das Team spielte aber nicht mehr
so gut. In der schottischen Nationalelf lief es dagegen für McQueen nicht perfekt. Zwar kam er in den Jahren 1975 bis 1981 auf insgesamt 30 Länderspiele (5 Tore) und gehörte auch zum Team bei den Weltmeisterschaften 1974 und 1978, aber er kam nicht eine Minute bei den Titelkämpfen zum Einsatz.
Nach der WM in Argentinien entschloss er sich, ein Angebot von Manchester United anzunehmen, dem erklärten Feind von Leeds United. Mit diesem Verein feierte er diverse Erfolge. So gewann er mit seiner Mannschaft den Pokal 1983 im Endspiel gegen Brighton & Hove Albion. 1985, mit nunmehr 33 Jahren beendete er seine aktive Karriere. 184 Spiele (20 Tore) hatte er für ManUnited absolviert.

### Nach der Zeit als Profisportler
Später trainierte McQueen die zweite Mannschaft des FC Middlesbrough, ohne allerdings als Trainer nennenswerte Akzente zu setzen. Zuletzt war er bei der Fernsehgesellschaft Sky Sports beschäftigt.
Im Februar 2021 machte seine Familie eine Demenzerkrankung des ehemaligen schottischen Nationalspielers öffentlich. Im Juni 2023 starb McQueen im Alter von 70 Jahren.